# القضاضة (بني حشيش)

تعديل مصدري - تعديل

القضاضة هي إحدى قرى عزلة عيال مالك بمديرية بني حشيش التابعة لمحافظة صنعاء، بلغ تعداد سكانها 185 نسمة حسب تعداد اليمن لعام 2004.